# Creu del Soldevila

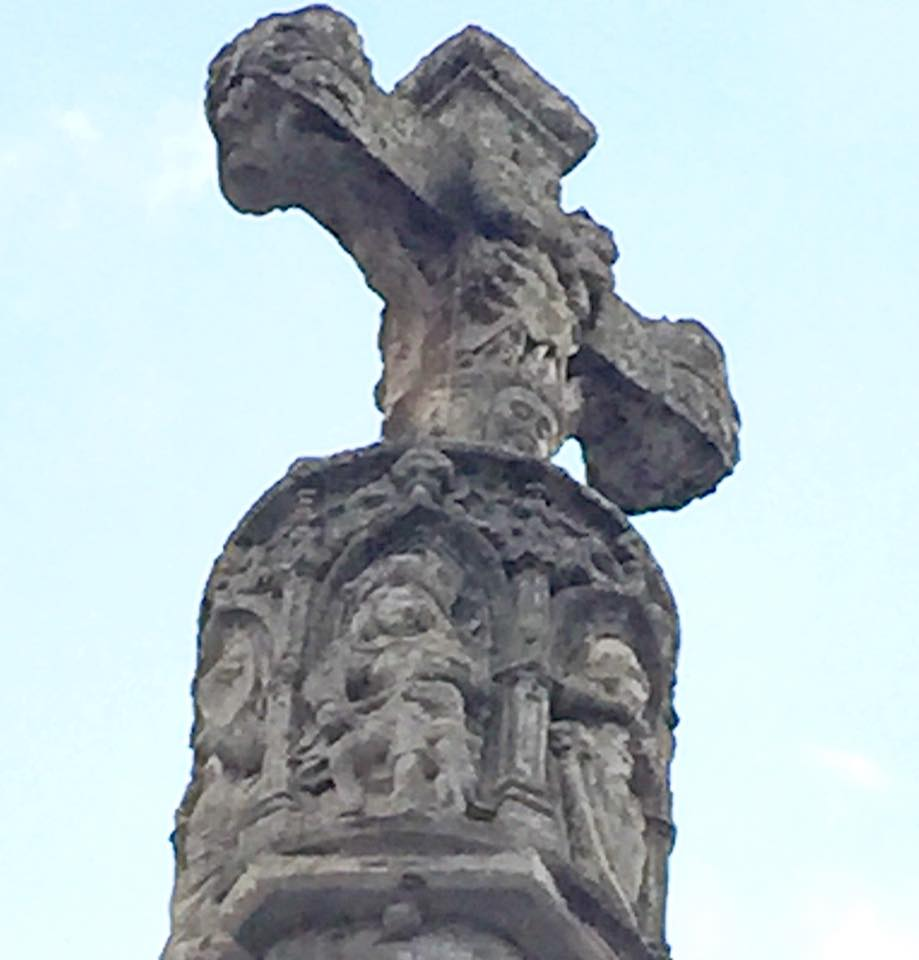
Detall de la creu

Creu del Soldevila és una antiga creu de terme, d'estil gòtic flamíger, a la plaça que té el mateix nom, a Almenar (Segrià). Data del segle xvi, al capitell, hi ha esculpides figures religioses, important la presència d'un detall molt interessant en la part inferior del capitell: una insígnia quadrada on hi ha una ala en forma de mig vol abaixat, aquest símbol parlant representaria l'escut antic i originari d'Almenar. Al peu hi ha una peanya afegida posteriorment, que porta l'escut de la vila i una inscripció de l'any 1722.
Aquesta creu de terme és al costat del Portal del Soldevila, restes de l'antic portal que donava entrada al recinte murallat del poble. Allí acabava el carrer de la Vila i s'iniciava el terme. Ceferí Rocafort i Sansó, cap a l'any 1913, descriu aquesta porta, ja enderrocada, i diu que mantenia només els estreps i una dovella amb un escut de les quatre barres, com el que hi havia a l'ajuntament, i a la part superior les imatges de sant Sebastià i de sant Roc en una petita fornícula.
També és el lloc on anualment se celebra, la festa de sant Roc, el 16 d'agost, commemorant una pesta del 1681, es tractava d'unes febres tercianes, escriu mossèn Barral, que començaren el 24 de juliol. En vuit o nou dies quedà infectat tot el poble amb tal virulència que els uns no podien ajudar els altres. Hi havia malaltes 250 persones alhora. Acabades les malalties del lloc, es reuní el Consell General de la Vila i votarem com a patrons del lloc per guardar-los de situacions semblants a sant Salvador, sant Domènech i sant Roc.
El 2021 es fa fer una restauració polèmica de la creu, causant-li danys.